# Carl Møller
Carl Martin August Møller (Aarhus, Midtjylland, 24 d'agost de 1887 – Stratford, Connecticut, Estats Units, 27 d'agost de 1948) va ser un remer danès que va competir a començaments del segle xx.
El 1912 va prendre part en els Jocs Olímpics d'Estocolm, on guanyà la medalla d'or en la competició del quatre amb timoner, inriggers del programa de rem, formant equip amb Ejler Allert, Jørgen Hansen, Carl Pedersen i Poul Hartmann.